# Fekete sarlósfecske
A fekete sarlósfecske (Cypseloides niger) a madarak osztályának a sarlósfecske-alakúak (Apodiformes) rendjébe és a sarlósfecskefélék (Apodidae) családjába tartozó faj.

## Rendszerezése
A fajt Johann Friedrich Gmelin német természettudós írta le 1789-ben, a Hirundo nembe Hirundo nigra néven.

## Alfajai
- Cypseloides niger borealis (Kennerly, 1858)
- Cypseloides niger costaricensis Ridgway, 1910
- Cypseloides niger niger (Gmelin, 1789)[2]

## Előfordulása
Kanada, az Amerikai Egyesült Államok, Mexikó, Antigua és Barbuda, Barbados, a Kajmán-szigetek, Kuba, a Dominikai Közösség, a Dominikai Köztársaság, Grenada, Guadeloupe, Haiti, Jamaica, Martinique, Montserrat, Saint Kitts és Nevis, Saint Lucia, Saint Vincent és a Grenadine-szigetek, a Brit Virgin-szigetek, az Amerikai Virgin-szigetek, Costa Rica, Guatemala, Honduras, Nicaragua, Panama, Puerto Rico, Guyana, Kolumbia és Venezuela területén honos. 
A természetes élőhelye szubtrópusi és trópusi hegyi esőerdők. Vonuló faj.

## Megjelenése
Testhossza 15–18  centiméter, testtömege 35–45 gramm.

## Természetvédelmi helyzete
Az elterjedési területe rendkívül nagy, egyedszáma viszont gyorsan csökken. A Természetvédelmi Világszövetség Vörös listáján sebezhető fajként szerepel.

## Külső hivatkozások
- Képek az interneten a fajról
- Xeno-canto.org - a faj hangja és elterjedési területe